# Rosalia (település)
Rosalia az Amerikai Egyesült Államok északnyugati részén, Washington állam  elhelyezkedő . A 2010. évi népszámlálási adatok alapján  lakosa van.

## Történet
1858-ban Rosaliában zajlott a Fenyő patak melletti csata, amely a Nez Perce őslakos csoport oldalán álló, az Edward Steptoe ezredes vezette csapatok, illetve a Coeur d’Alane, Palus és Spokane indiánok között zajlott.
A helyiséget 1870-ben alapította T.J. Favorite, aki a települést feleségéről nevezte el. Rosalia városi rangot 1894. március 23-án kapott.
Az 1992-es Játékszerek kalandfilm kültéri jeleneteit a várostól nem messze fekvő területeken forgatták. 2006-ban a legjobb iskola díját a helyi tankerület kapta.

## Éghajlat
| Hónap                         | Jan.  | Feb.  | Már.  | Ápr.  | Máj. | Jún. | Júl. | Aug. | Szep. | Okt.  | Nov.  | Dec.  | Év    |
| ----------------------------- | ----- | ----- | ----- | ----- | ---- | ---- | ---- | ---- | ----- | ----- | ----- | ----- | ----- |
| Rekord max. hőmérséklet (°C)  | 16,1  | 18,9  | 22,8  | 34,4  | 36,7 | 41,1 | 44,4 | 41,7 | 37,8  | 32,2  | 22,2  | 17,8  | 44,4  |
| Átlagos max. hőmérséklet (°C) | 2,8   | 5,6   | 10,0  | 14,4  | 18,9 | 22,8 | 28,9 | 28,9 | 23,9  | 16,1  | 6,7   | 1,7   | 15,1  |
| Átlagos min. hőmérséklet (°C) | −5,0  | −3,3  | −1,1  | 1,1   | 4,4  | 7,8  | 10,0 | 10,0 | 5,6   | 1,1   | −2,2  | −5,6  | 1,9   |
| Rekord min. hőmérséklet (°C)  | −32,2 | −31,7 | −20,0 | −12,2 | −5,6 | −2,8 | −1,7 | −0,6 | −11,7 | −15,6 | −26,1 | −33,9 | −33,9 |
| Átl. csapadékmennyiség (mm)   | 52    | 39    | 40    | 35    | 44   | 31   | 17   | 13   | 19    | 33    | 62    | 57    | 442   |
| Forrás: The Weather Channel   |       |       |       |       |      |      |      |      |       |       |       |       |       |

## Népesség
A 2010-es népszámláláskor a városnak 550 lakója, 228 háztartása és 151 családja volt. A népsűrűség 337,4 fő/km2. A lakóegységek száma 270, sűrűségük 165,6 db/km2. A lakosok 96,5%-a fehér, 0,7%-a afroamerikai, 0,4%-a indián, 0,2%-a ázsiai,  0,9%-a egyéb, 1,3%-a pedig kettő vagy több etnikumú. A spanyol vagy latino származásúak aránya 4,2% (3,1% mexikói, 0,2% Puerto Ricó-i,  0,9% egyéb spanyol vagy latino származású.)
A háztartások 28,5%-ában élt 18 évnél fiatalabb. 49,6% házas, 11,8% egyedülálló nő, 4,8% egyedülálló férfi, 33,8% pedig nem család. 27,6% egyedül élt; 14,1%-uk 65 éves vagy idősebb. Egy háztartásban átlagosan 2,41 személy élt; a családok átlagmérete 2,89 fő.
A medián életkor 43,4 év volt. A város lakóinak 24,4%-a 18 évesnél fiatalabb, 6% 18 és 24 év közötti, 21,1%-uk 25 és 44 év közötti, 31,9%-uk 45 és 64 év közötti, 16,5%-uk pedig 65 éves vagy idősebb. A lakosok 50,5%-a férfi, 49,5%-a pedig nő.

## Fordítás
Ez a szócikk részben vagy egészben  a   Rosalia, Washington című angol Wikipédia-szócikk ezen változatának fordításán alapul.  Az eredeti cikk szerkesztőit annak laptörténete sorolja fel. Ez a jelzés csupán a megfogalmazás eredetét és a szerzői jogokat jelzi, nem szolgál a cikkben szereplő információk forrásmegjelöléseként.